# Pumpennachbarschaft

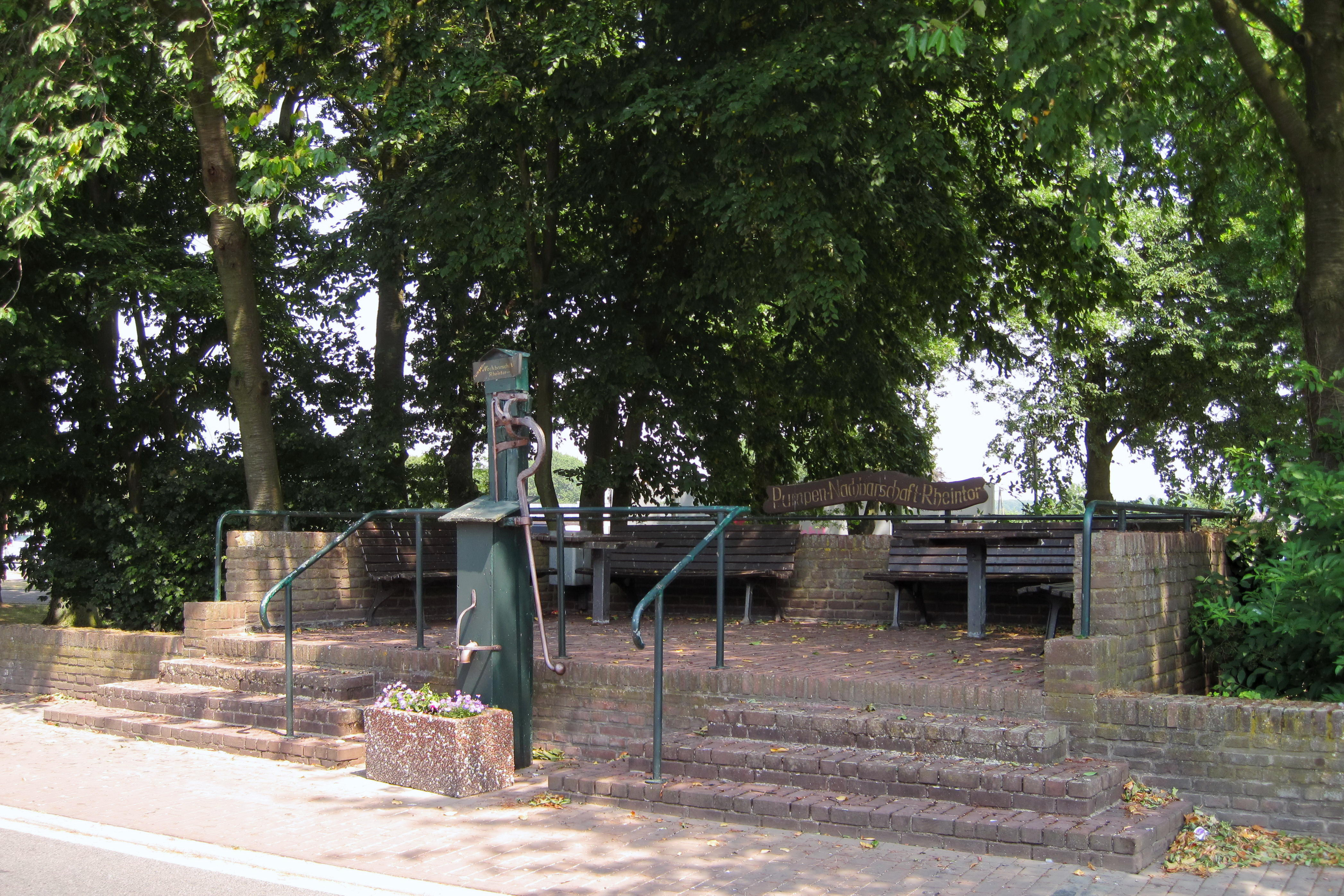
Pumpennachbarschaft Rheintor in Xanten

Die unter anderem am Niederrhein traditionellen Pumpennachbarschaften oder auch Pumpengemeinschaften gehen auf die Zeit vor der Erschließung der Wohngebiete mit fließendem Wasser zurück und haben vorindustriell-genossenschaftliche Züge.
Damals gab es pro Straßenzug oder Häusergemeinschaft eine mechanische Wasserpumpe, mit der die Anwohner ihr Trinkwasser und im Fall eines Brandes Löschwasser aus dem Grundwasser hochpumpen konnten. Vor der Bildung kommunaler Feuerwehren waren die Pumpennachbarn auch Gemeinschaften, die einander bei Bränden halfen und über Eimerketten das Wasser von der Pumpe von Hand zu Hand zum Brandort transportierten. Für das Funktionieren der Pumpe war der Pumpenmeister (auch Pöttmeister) zuständig. In manchen Regionen wurde diese Aufgabe im Jahreswechsel von Haus zu Haus weitergegeben.
Die Pumpe war – wie in anderen Kulturen auch heute noch – ein Treffpunkt; dort wurden Neuigkeiten ausgetauscht und Probleme erörtert.

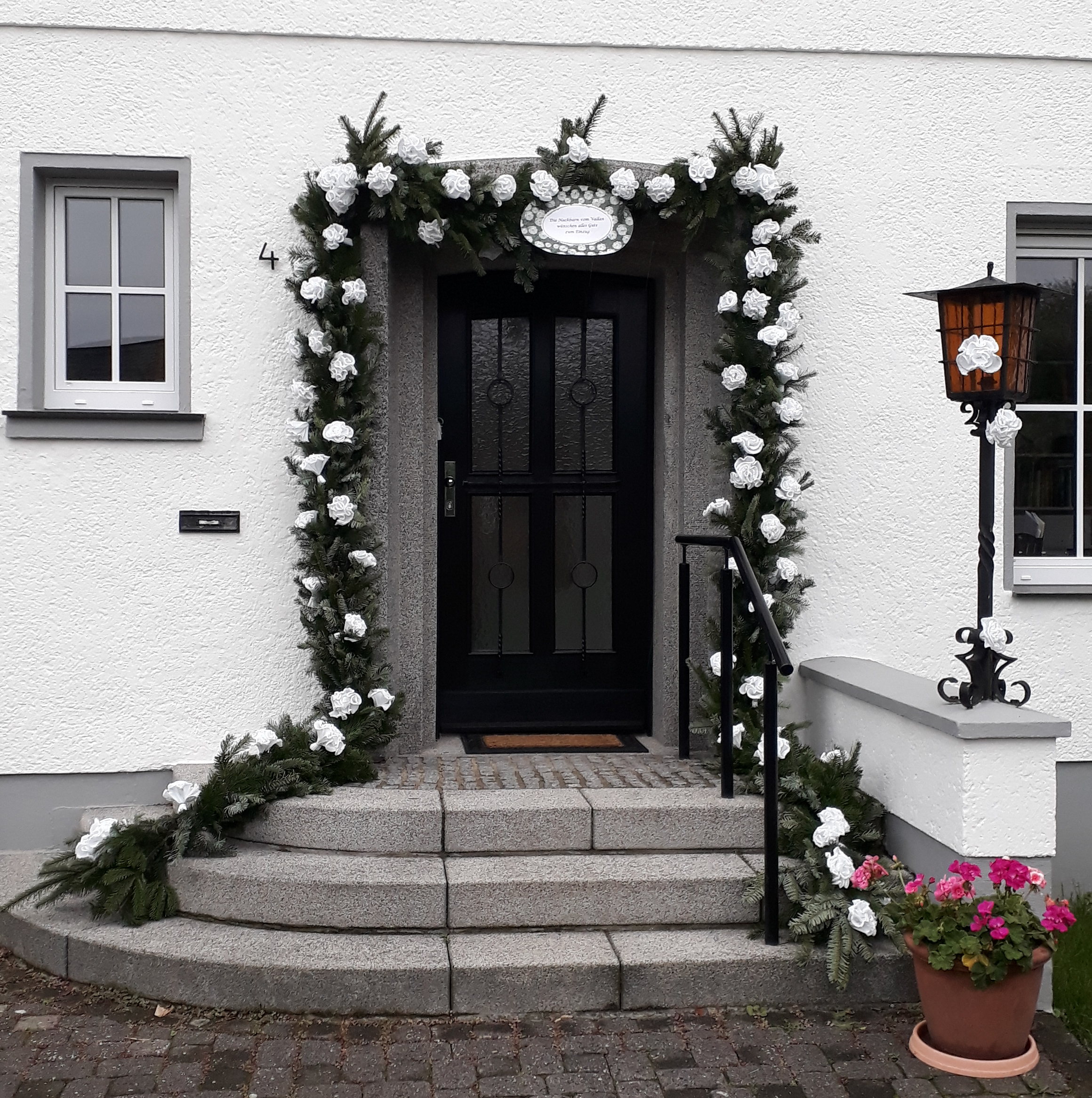
Kranz der Pumpennachbarschaft anlässlich des Einzugs

In vielen Pumpennachbarschaften wird zu besonderen Anlässen (Einzug, Hochzeit, Ehejubiläum u. a.) noch heute die Haustür des Jubilars mit einem selbstgeflochtenen Kranz geschmückt. Dazu treffen sich die Nachbarn zum sog. Kränzen und binden den Kranz sowie schmückende Rosen aus Papier und bringen beides anschließend an der Haustür des Jubilars an. Beim Tode eines Nachbarn übernimmt oft die Pumpennachbarschaft die Gestellung der Sargträger und der Helfer für einen Beerdigungskaffee.
Mit der Erschließung der Wohngebiete hat sich die Bedeutung der Pumpennachbarschaften auf den sozialen Aspekt reduziert. So findet sich in heutigen Pumpennachbarschaften auf einem eigens reservierten Grundstücksstreifen in der Regel noch eine liebevoll betreute Pumpe, die manchmal sogar richtiges Grundwasser zieht. Doch wird diese höchstens noch zu den regelmäßigen Nachbarschaftsfesten in Betrieb genommen. Das Aufgabengebiet des Pumpenmeisters hat sich auf den Teilaspekt der Organisation von Festen reduziert.
In vielen Pumpennachbarschaften wird bis heute eine ausgeprägte Nachbarschaftshilfe praktiziert.

## Geschichte
In der ersten Hälfte des 19. Jahrhunderts vor der Entstehung von Freiwilligen Feuerwehren bildeten in Deutschland viele Gemeinden einen Löschbezirk, innerhalb dessen die Pumpennachbarschaft praktiziert wurde. Bei einem ausbrechenden Brand hatten bestimmte Einwohner mit angeschirrten Pferden sofort die nächstgelegene Feuerspritze zu holen. Bei Bedarf wurden auch von benachbarten Löschbezirken Feuerspritzen angefordert.